# Tewai Village
Tewai Village är en ort i Kiribati.   Den ligger i örådet Tabiteuea och ögruppen Gilbertöarna, i den sydöstra delen av landet, 400 km sydost om huvudstaden Tarawa. Tewai Village ligger 9 meter över havet och antalet invånare är 331. Den ligger på ön Tewai.
Terrängen runt Tewai Village är mycket platt.  Närmaste större samhälle är Buariki Village, 6,2 km sydost om Tewai Village. 